# خوسيه ماريا كوبينغير
خوسيه ماريا كوبينغير هو سياسي كوبي، ولد في 5 أبريل 1773 في هافانا في كوبا، وتوفي في 15 أغسطس 1844 في كارديناس في كوبا. انتخب Royal Governor of La Florida ‏.